# دزدان دریایی پنزانس

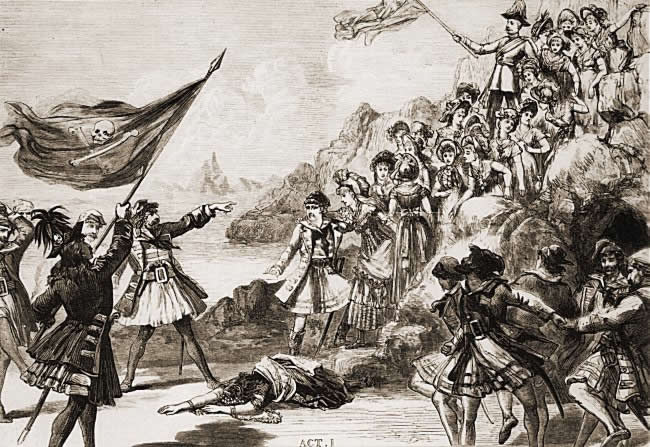
طرحی از بخش پایانی پردهٔ اول

دزدان دریایی پنزانس (انگلیسی: The Pirates of Penzance) یک اپرت (اپرای هجو) در دو پرده با اپرانامهای از دابلیو. اس. گیلبرت و آهنگسازی آرتور سالیوان است. این اپرا نخستین بار در ۳۱ دسامبر ۱۸۷۹ در تئاتر خیابان پنجم نیویورک به روی صحنه رفت و هم از سوی تماشاگران و هم از سوی منتقدان مورد استقبال قرار گرفت.
دزدان دریایی پنزانس پنجمین همکاری گیلبرت و سالیوان بود و یکی از شناخته‌شده‌ترین اپراهای کمدی تا به امروز است. آهنگ معروف من نمونه اصیل یک سرلشکر مدرن هستم متعلق به این اپرا است.